# 炭酸ジフェニル
炭酸ジフェニル（たんさんジフェニル、英: Diphenyl carbonate）は、化学式C13H10O3で表される炭酸エステルの一種。

## 製法
水酸化ナトリウムを用いてホスゲンとフェノールを反応させる方法、金属フェノキシドの水溶液にホスゲンを反応させる方法、炭酸ジアルキルとフェノールを反応させるエステル交換法がある。近年ではクロロギ酸フェニル等の不純物・副生成物の発生の軽減や、コンパクトディスク等の原料として、着色されていないことが要求されるなどの理由から、ピリジン系化合物を触媒とする方法や、炭酸ジフェニル高温下で塩基性物質と接触させ蒸留精製する方法が採られる。

## 用途
ビスフェノールAとのエステル交換反応により、芳香族ポリカーボネートの製造原料として用いられる。

## 性質
常温では白色の結晶ないし粉末で、比較的安定している。多くの有機溶剤に溶けるが、水にはほとんど溶けない。ラットに経口投与した実験での半数致死量（LD50）は1500mg/kgであった。